# Distrito de Shkodër
El distrito de Shkodër (en albanés: Rrethi i Shkodrës, nombre corto: Shkodër, Nombres variantes o alternativos: Rrethi Shkodër y Shkodra) es uno de los 36 distritos de Albania. Con una población de 185,000 habitantes (2004) y una superficie de 1,631 km², se ubica al norte del país, y su capital es Shkodër.

## Municipios
El Distrito de Shkodër se compone de los siguientes municipios:
- Ana e Malit
- Bërdicë
- Bushat
- Dajç
- Gur i Zi
- Hajmel
- Postribë
- Pult
- Rrethinat
- Shalë
- Shkodër
- Shllak
- Shosh
- Temal
- Vau-Dejës
- Velipojë
- Vig-Mnelë